# Химическая физика
Хими́ческая фи́зика — наука о физических законах, управляющих строением и превращением химических веществ.

## История
Рождение химической физики как самостоятельной науки обусловлено появлением в начале XX века квантовой механики, законы которой стали базой теории химической связи, межмолекулярных взаимодействий и реакционной способности молекул. Термин «Химическая физика» ввёл Арнольд Эйкен в 1930 году, озаглавив изданное им ранее руководство по физической химии как «Учебник химической физики».
Крупный вклад в становление и развитие химической физики внесли Н. Н. Семёнов, создавший в 1920—30-х гг. одновременно с Сирилом Хиншелвудом теорию цепных реакций; Генри Эйринг, Майкл Полани и М. Эванс, разработавшие в 1935 году теорию абсолютных скоростей реакций; Лайнус Полинг, Джон Слэтер (Слэйтер), Роберт Малликен, Джон Эдвард Леннард-Джонс и Фридрих Хунд, развившие в начале 1930-х годов методы квантовой химии.
Одним из достижений химической физики следует считать теорию разветвленных цепных реакций.

## Научная специальность
В перечне паспортов номенклатуры специальностей научных работников в России химическая физика входит в состав специальности «01.04.17 Химическая физика, горение и взрыв, физика экстремальных состояний вещества».

## Предмет химической физики в России и на Западе
Химическая физика относится к междисциплинарным наукам. В России школа химической физики была основана Н. Н. Семёновым, создавшим в 1931 году Институт химической физики и долгое время бывшим его директором. Этот институт был одним из ведущих научных центров в СССР, и многие практические задачи, которыми занимались специалисты института, были связаны с процессами горения и взрыва. Сотрудники института внесли большой вклад в атомный проект СССР. Поэтому в отечественной номенклатуре химическая физика, горение и взрыв отнесены к одной научной специальности.
На Западе к химической физике относят два главных направления: определение электронной и атомно-молекулярной структуры химических частиц и образованных ими веществ и исследования, связанные с решением проблем химической динамики, то есть изменений во времени энергетических и структурных характеристик частиц, а горение и взрыв могут относить к таким специализациям, как физика, химия, Mechanical Engineering, Chemical Engineering, Aerospace Engineering и пр.